# Manishka
Manishka är ett vattendrag i Armenien.   Det ligger i provinsen Vajots Dzor, i den sydöstra delen av landet, 90 kilometer sydost om huvudstaden Jerevan.
Trakten runt Manishka består i huvudsak av gräsmarker. Runt Manishka är det ganska glesbefolkat, med 28 invånare per kvadratkilometer.